# Georgius Deodatus

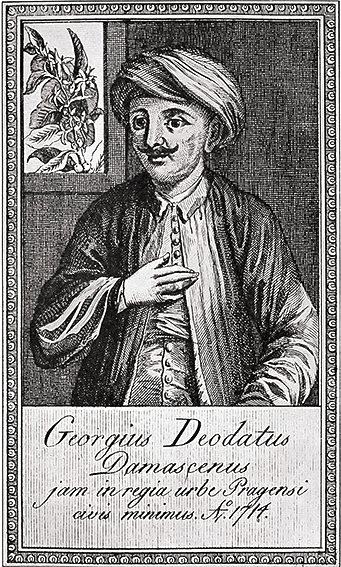
Georgius Deodatus Damascenus

Georgius Deodatus (deutsch Georg Deodat, armenisch Գևորգ Աստվածատուր Դամասկոսցի, tschechisch Jiří Deodat; nach seinem Geburtsort auch Georgius Deodatus Damascenus, Deodatus Damajan oder Gorgos Hatalah il Damški genannt; geboren Mitte des 17. Jahrhunderts in Damaskus; gestorben um 1740 in Prag) war ein armenischer Kaufmann und Schriftsteller, der zu Beginn des 18. Jahrhunderts in Prag lebte und dort das erste Kaffeehaus der Stadt eröffnete.

## Leben
Georgius Deodatus wurde in der Mitte des 17. Jahrhunderts als Sohn christlicher Armenier in Damaskus geboren. Seine Jugend verbrachte er mit seinem Vater, einem wohlhabenden Kaufmann, in Nordafrika (Kairo und Tripolis). Er erlernte die italienische Sprache und reiste 1699 nach Rom, wo er zum Katholizismus konvertierte. Inspiriert von Ignatius Peter, dem Patriarchen von Antiochien, den er in seiner Jugend kennengelernt hatte, wollte er Missionar werden. Nach Ignatius‘ Tod, gab er jedoch diesen Plan auf und blieb vier Jahre in Rom, bevor er beschloss, weiter durch Europa zu reisen. Im Jahr 1704 begegnete er in Wien einem Landsmann, der ihn zu riskanten Handelsgeschäften überredete. Deodatus wurde von diesem Freund betrogen und verlor sein gesamtes Vermögen.
Auf Anregung eines griechischen Priesters reiste Deodatus nach Prag, wo er das erste Kaffeehaus der Stadt eröffnete. Bis dahin wurde Kaffee in Prag lediglich in Apotheken verkauft, da er wegen seines bitteren Geschmacks als Magenmittel galt. Außerdem war er sehr teuer, sodass sich ihn nur wohlhabende Bürger leisten konnten. Zunächst bot Deodatus seinen frisch gebrühten Kaffee in den Straßen Prags an, gekleidet in buntes türkisches Gewand und mit einem Turban auf dem Kopf. Ausgerüstet mit einer silbernen Kanne, einer kleinen Kiste mit Tassen und Zucker sowie einem kleinen Holzkohleofen zum Erhitzen des Getränks, zog er durch die Straßen und machte die Passanten auf das exotische Getränk aufmerksam. Der Kaffee wurde auf der Straße im Stehen getrunken. Auf Wunsch lieferte er seine Ware auch direkt in die Bürgerhäuser.

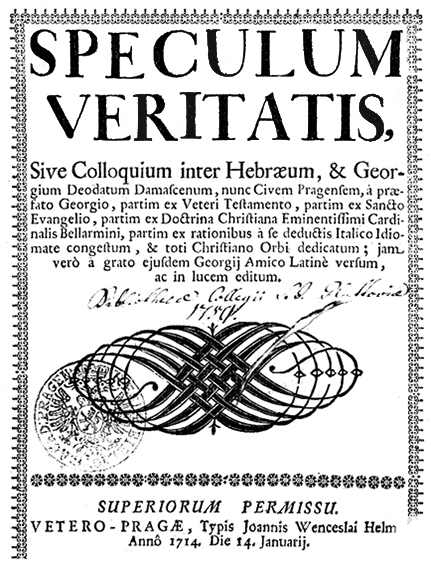
Titelseite der Schrift Speculum Veritatis (1714)

Sein Angebot fand großen Anklang, und Deodatus eröffnete bald ein kleines Kaffeehaus in einer Holzhütte auf der Prager Kleinseite, direkt unter dem Kleinseitner Brückenturm. Dank seines Erfolges konnte er sein Geschäft ausbauen und zog im Jahr 1714 mit seinem Café in das Haus U Tří pštrosů (Zu den drei Straußen) neben dem Kleinseitner Brückenturm. Oft wird fälschlicherweise das Haus U zlatého hada (Zur goldenen Schlange) in der Prager Altstadt an der Ecke der Straßen Karlova und Liliová als erstes Prager Kaffeehaus angegeben, das war jedoch ein Wohnhaus, das Deodatus gehörte. Deodatus erwarb sich in Prag hohes Ansehen, erhielt bald das Bürgerrecht, heiratete und wurde Vater von drei Kindern.
Deodatus verfasste mehrere Schriften in lateinischer und deutscher Sprache, vor allem zu religiösen und moralischen Themen. Auf Wunsch von Jesuiten verfasste er auch aggressive polemische Schriften gegen die Juden, was ihn in Konflikt mit der jüdischen Gemeinde in Prag brachte. Die Juden wehrten sich gegen seine Anfeindungen, indem sie seine Schulden aufkauften, seine Kreditwürdigkeit zerstörten und ihn in den finanziellen Ruin trieben. Deodatus starb um 1740 in Prag in völliger Armut. Laut Eintrag im Sterberegister wurde sein Sarg „aus dem Haus an der Brücke“ getragen. Seine letzte Ruhestätte fand er im Ambit des Thomasklosters.

## Schriften
Neben mehreren handschriftlichen Werken, die im Prager Archiv aufbewahrt werden, sind von ihm vier gedruckte Schriften erhalten geblieben, deren Inhalt zumeist jesuitisch-moralischer und polemischer Natur ist:
- Proverbium arabicum: Men amanak la tachunoh Vamen chanak la tamenoh; id est: Oui fidei tuae se committit, fidem serva, et qui fidem frangit, cave ne fidas: Sapiens Magnati Consilium, ut idoneum filio provideat fidumque praefectum, in quodem facto animadversum, quod Tripoli etc. contigit et antea fuit Arabico descriptum idiomate (Prag, 1712)
- Speculum veritatis, sive colloquium inter Hebraeum et Georgium Deodatum Damascenum, nunc civem Pragensem (Prag, 1714)
- Der wahre Wegweiser ist die Furcht Gottes etc. (1719)
- Kurtze Vorstellung und Erklärung derer drei vornehmsten in der ganzen Welt befindlichen Glauben. Nemlich des Christlichen, Jüdischen und Mohametanischen (1734).

Außerdem sind zwei Porträts sind von ihm erhalten.